# زاك وايت
زاك وايت (بالإنجليزية: Zack Whyte)‏ هو عازف جاز أمريكي، ولد في 1898 في ريتشموند في الولايات المتحدة، وتوفي في 10 مارس 1967 في كنتاكي في الولايات المتحدة.

## روابط خارجية
- زاك وايت على موقع أول ميوزيك (الإنجليزية)